# Ruppia tuberosa
Ruppia tuberosa là một loài thực vật có hoa trong họ Ruppiaceae. Loài này được J.S.Davis & Toml. miêu tả khoa học đầu tiên năm 1974.